# De rödhårigas förening
De rödhårigas förening eller De rödhårigas förbund, i original The Adventure of the Red-Headed League, är en novell av den skotske författaren Sir Arthur Conan Doyle i hans serie berättelser om detektiven Sherlock Holmes. Novellen publicerades första gången i Strand Magazine i augusti 1891. Berättelsen var en av Doyles egna personliga favoriter och han rankade den bara efter Det spräckliga bandet bland sina Holmesnoveller.

## Handling
Det är oktober 1890. Affärsmannen Jabez Wilson kommer till Holmes och Doktor Watson med ett problem. Han har fått ett underligt uppdrag som fått honom att börja ana oråd. Efter att först ha blivit uppmanad att söka ett ledigt arbete hos "De rödhårigas förening", ett välbetalt kontorsarbete som endast gått ut på att på kvällstid skriva av Encyclopædia Britannica, har samma förening ett tag senare oförklarligen gått upp i rök.

## Filmatisering
Novellen har filmatiserats två gånger, 1954 med Ronald Howard i rollen som Sherlock Holmes och 1987 med Jeremy Brett i huvudrollen. Novellen bearbetades också till amerikansk radio 1977 av CBS Radio Mystery Theater med Kevin McCarthy som Holmes.